# Gluta travancorica
Gluta travancorica är en sumakväxtart som beskrevs av Richard Henry Beddome. Gluta travancorica ingår i släktet Gluta och familjen sumakväxter. Inga underarter finns listade i Catalogue of Life.